# 胡梅內茨
49°37′3″N 23°48′38″E / 49.61750°N 23.81056°E

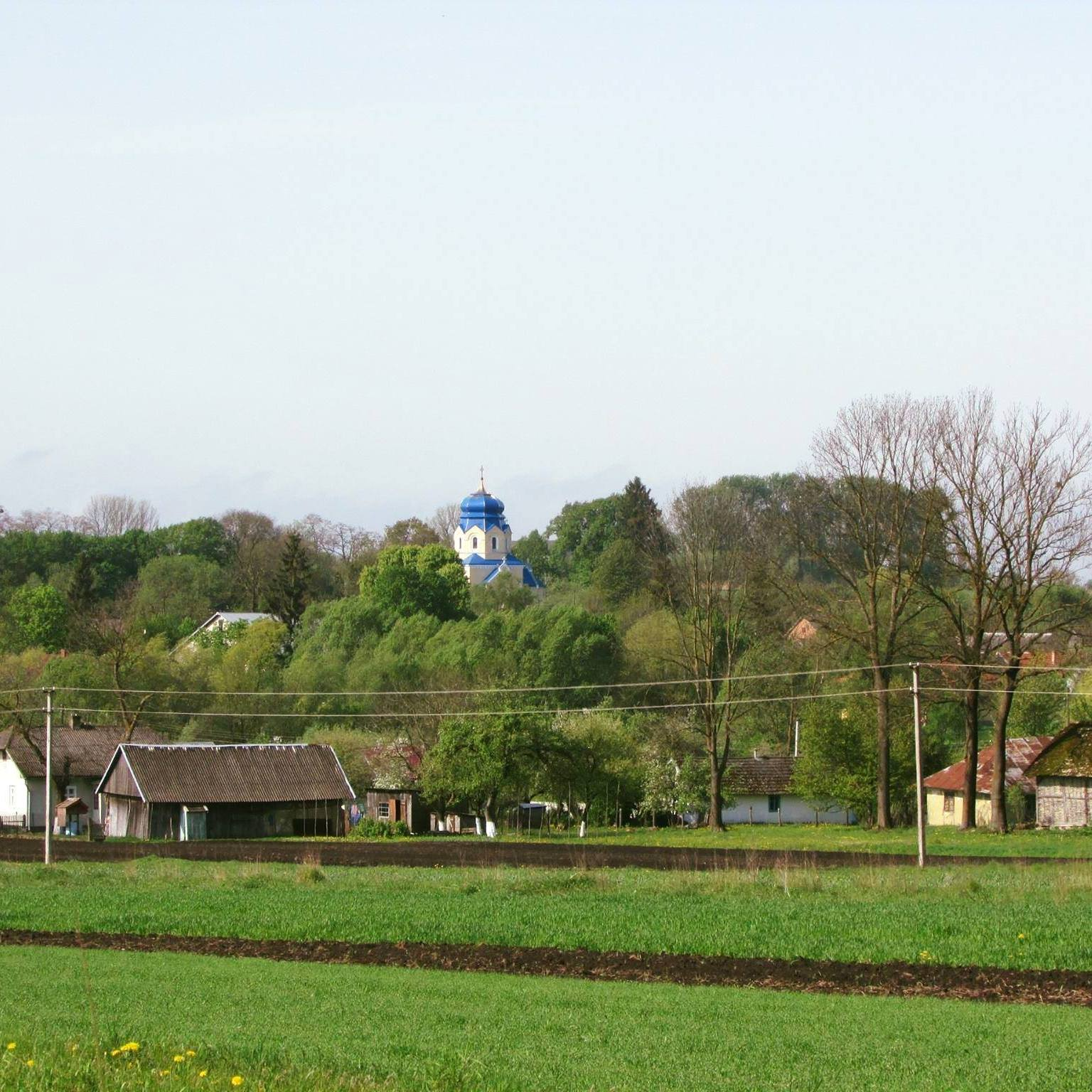

胡梅內茨（羅馬化：Humenets）是烏克蘭西部利維夫州利維夫區希雷茨市鎮的村莊。該村始建於1455年，面積1.5平方公里，海拔高度285米，2019年人口258，人口密度每平方公里224.67人。